# Anelaphus trinidadensis
Anelaphus trinidadensis es una especie de escarabajo longicornio del género Anelaphus, categorizada en la tribu Elaphidiini, de la subfamilia Cerambycinae. Fue descrita por Martins & Galileo en 2010.

## Descripción
Mide 9,5 mm de longitud.

## Distribución
Se distribuye por América: Trinidad y Tobago.